# Dibu: la película
Dibu: la película es una película de imagen real/animación estrenada el 10 de julio de 1997 en Argentina. Producida por Buena Vista Pictures, Patagonik Film Group y Telefe, es la primera película de la serie argentina Mi familia es un dibujo. Después vendrían Dibu 2, la venganza de Nasty y Dibu 3, la gran aventura. Obtuvo 1.250.000 espectadores.

## Sinopsis
Marce (Stella Maris Closas) y Pepe (Germán Kraus), son un matrimonio feliz casado en segundas nupcias, que vive con sus cuatro hijos y un abuelo (Alberto Anchart). Tres de los chicos son de carne y hueso: Víctor (Facundo Espinosa), Caro (Marcela Kloosterboer) y Leo (Andrés Ispani); pero el cuarto, Dibu  (voz de Cecilia Gispert), es un dibujo animado, tierno, encantador, simpático y travieso al que, por razones obvias, no pueden mostrar públicamente.
Esta situación, más las tensiones cotidianas le producen a Marce un gran agotamiento y el médico le recomienda tomarse vacaciones. San Martín de los Andes es el lugar que ella elige para descansar con Caro. Pero una vez allí, lo que menos harán será distenderse, porque una mano misteriosa se entromete y convierte al viaje en una caja de sorpresas. Mientras tanto, en Buenos Aires, a Dibu se le despierta la pasión por las carreras de autos –que hereda de su padre- y vive aventuras emocionantes cuando logra que lo lleven a una pista de karting.
De ahí en más, su interés por correr mueve el ingenio, los recursos y las emociones de todos los que lo rodean; incluido Lucio (Juan Vitali), el exesposo de Marce. Leo, en tanto, debe defenderse de la agresiones de un chico que entiende muy poco de solidaridad. Caro, a su vez, tiene en el Sur un acercamiento romántico, y de manera inesperada irrumpe en la historia un personaje totalmente nuevo: Buji  (voz de Laura Sordi). Ella es una bebita coqueta y simpática que se convierte en una compañía para Dibu. Dos perros son también fundamentales en la acción, y todos los personajes tienen ocasión de ver puestos a prueba valores como la amistad, la lealtad y el compañerismo.

## Reparto
| Actor                | Personaje  |
| -------------------- | ---------- |
| Cecilia Gispert      | Dibu (voz) |
| Laura Sordi          | Buji (voz) |
| Germán Kraus         | Pepe       |
| Stella Maris Closas  | Marce      |
| Alberto Anchart      | Abuelo     |
| Facundo Espinosa     | Víctor     |
| Marcela Kloosterboer | Caro       |
| Andrés Ispani        | Leo        |
| Juan Vitali          | Lucio      |
| Mauricio Garcia      | Fernando   |